# Ann Osgerby
Ann Osgerby   (Preston, 20 de gener de 1963) és una nedadora anglesa ja retirada, especialista en papallona, que va competir durant les dècades de 1970 i 1980. És germana bessona de la també nedadora Janet Osgerby.
El 1980 va prendre part en els Jocs Olímpics d'Estiu de Moscou on va disputar tres proves del programa de natació. Fent equip amb Helen Jameson, Margaret Kelly i June Croft guanyà la medalla de plata en els 4x100 metres estils, mentre en els 100 metres papallona fou quarta i en els 200 metres papallona sisena. Quatre anys més tard, als Jocs de Los Angeles, va prendre part en dues proves del programa de natació. En ambdues quedà eliminada en sèries.
Va representar Anglaterra en les proves de papallona i relleu en estils als Jocs de la Commonwealth de 1978 disputats a Edmonton, Canadà, i als de 1982, disputats a Brisbane, Austràlia, on va guanyar una medalla de plata i una de bronze en els 4x100 metres estils i 200 metres papallona respectivament. També va guanyar el Campionat Nacional de l'ASA en els 100 metres papallona (1980, 1982 i 1983) i dels 200 metres papallona (1980, 1981 i 1983).